# 居普皮-塞基米國家公園
0°29′S 74°55′W / 0.48°S 74.91°W
居普皮-塞基米國家公園是秘魯的國家公園，位於該國東北部洛雷托大區，處於普圖馬約省，鄰近與厄瓜多爾接壤的邊境，成立於2012年，面積2,036平方公里。